# Charlie Rice
Charles R. Rice (Philadelphia, 1 maart 1920 - Camden (New Jersey), 22 april 2018) was een Amerikaanse jazzdrummer.

## Biografie
Rice begon zijn loopbaan bij Jimmy Oliver. Hij werkte als leider van de huisband van Club 421, waarin Vance Wilson, Bob Bushnell, Red Garland en Johnny Hughes speelden. Vanaf de vroege jaren 50 was hij actief in New York. Zijn eerste opnames maakte hij in 1951, met Howard McGhee (Jazz South Pacific (Savoy Records), met J. J. Johnson, Rudy Williams, Skeeter Best, Oscar Pettiford). In de jaren erna speelde hij bij Louis Jordan and His Tympany Five, in de jaren 1954-'57 met Eddie Lockjaw Davis (The Battle of Birdland (Roost) 1954). Jimmy Heath, Red Garland en Sonny Stitt en vanaf de jaren 60 met o.m. Chet Baker (Baby Breeze, 1865). In 1980 werkte hij met het kwartet van Al Grey en Jimmy Forrest. In de jazz speelde hij tussen 1951 en 1980 mee op 22 opnamesessies. 
Rice overleed op 98-jarige leeftijd.